# Stinoptila meyi
Stinoptila meyi är en fjärilsart som beskrevs av Hausmann 1993. Stinoptila meyi ingår i släktet Stinoptila och familjen mätare. Inga underarter finns listade i Catalogue of Life.